# Засов, Анатолий Владимирович
Анато́лий Влади́мирович За́сов (род. 1941) — советский и российский учёный и педагог; профессор, доктор физико-математических наук (1989). Заслуженный работник высшей школы Российской Федерации (2025).
Профессор кафедры астрофизики и звёздной астрономии физического факультета МГУ (1990), член Учёного совета ГАИШ, член Международного астрономического союза (1977), член Евроазиатского и Европейского астрономических обществ (1990).

## Биография
Родился 3 октября 1941 года в селе Борисоглебск Ярославской области.
После окончания средней школы поступил на физический факультет МГУ, который окончил в 1964 году. Вся последующая научная деятельность Анатолия Засова связана с Государственным астрономическим институтом имени Штернберга (ГАИШ), где он прошёл путь от старшего лаборанта до профессора. Защитил кандидатскую диссертацию в 1970 году, докторскую — в 1989 году.
Работает в ГАИШ, сотрудничает со Специальной астрофизической обсерваторией РАН, Физическим факультетом Волгоградского государственного университета. Известен научно-популяризаторской деятельностью: лекциями в Политехническом музее, Московском планетарии и др.
А. В. Засов — автор более 150 научных работ, соавтор нескольких учебников физики и астрономии для школы и учебного пособия «Общая астрофизика» для студентов физических специальностей вузов.

## Труды
- А. В. Засов, К. А. Постнов. Общая астрофизика. учебное пособие для студентов ВУЗов, обучающихся по специальностям: 010701 - Физика, 010702 - Астрономия. — Фрязино: Век 2, 2006. — 493 с. — ISBN 5-85099-169-7.
- Цветков В.И. Звездное небо: Галактики, созвездия, метеориты / В.И. Цветков; под ред. доктора физ.-мат. наук А.В. Засова; [науч. рец.: А.В. Засов].-М.: #эксмодетство, 2018. - 63, [1] с.: ил.; 24 см. - (Популярная научно-практическая энциклопедия современных знаний).- ISBN 978-5-04-094183-4

## Награды
- Заслуженный работник высшей школы Российской Федерации (24 января 2025) — за заслуги в подготовке высококвалифицированных специалистов, научно-педагогической деятельности и многолетнюю добросовестную работу[5],
- Государственная премия РФ (2003),
- Премия имени И.С. Шкловского (3 октября 2023) — за цикл работ «Приливные и аккреционные структуры в дисковых галактиках: динамика и звездообразование»,
- Премия Астрономического общества (1996),
- Премия им. М. В. Ломоносова II степени (1996).